# بانوی بابوشکا

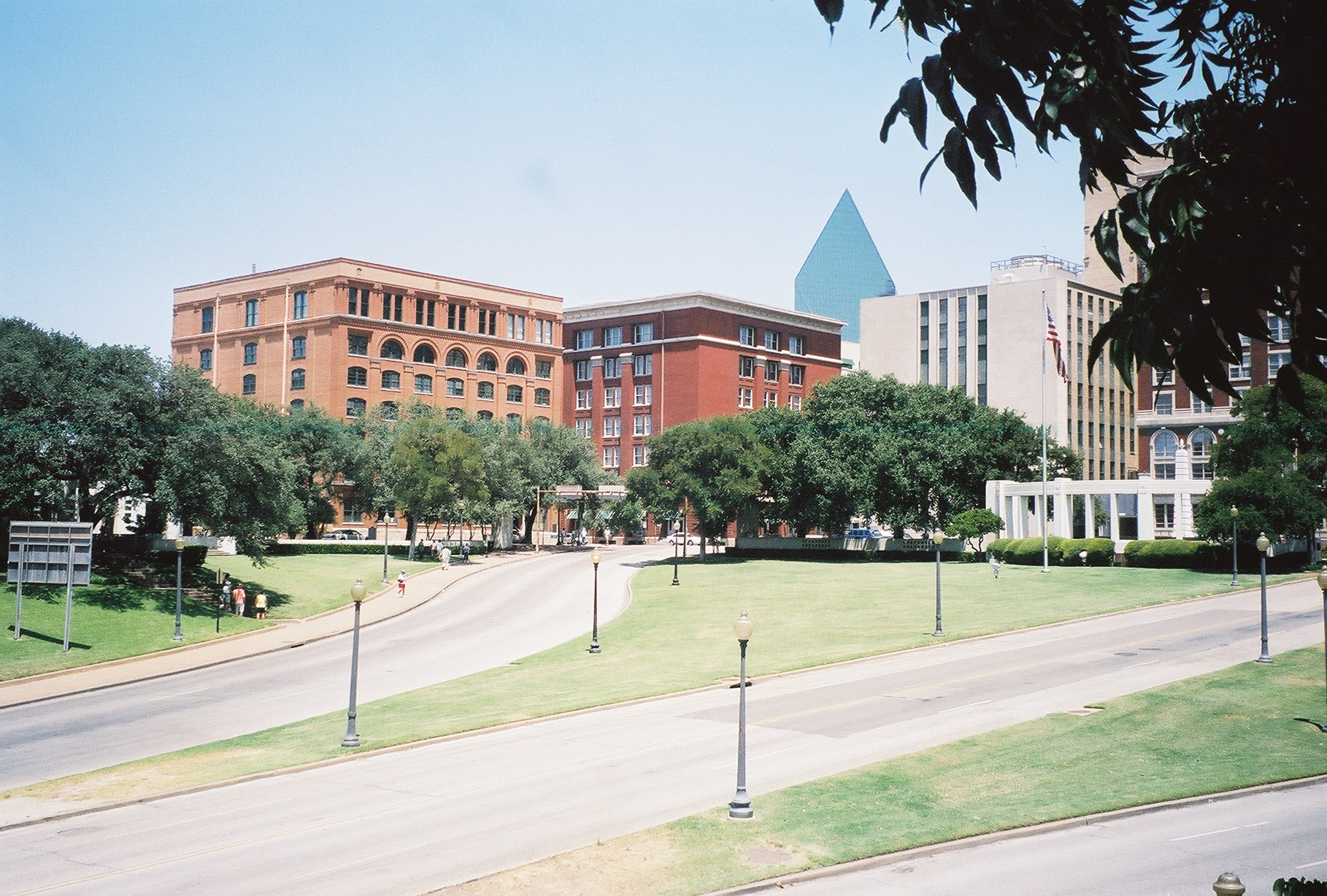
بانوی بابوشکا

بانوی بابوشکا (به انگلیسی: Babushka Lady) لقب زنی ناشناس است که در سال ۱۹۶۳ همزمان با ترور جان اف کندی در دالاس تگزاس به‌طور اتفاقی در عکسی دیده شد. لقب او از روی روسری که همانند آن را زنان مسن روسی بر سر می‌گذارند انتخاب شد. بابوشکا در زبان روسی یعنی مادربزرگ، زن مسن.
او توسط شاهدی عینی دیده شد که دوربینی در دست داشت و از ماشین رئیس‌جمهور فیلم می‌گرفت. محلی که وی در آنجا ایستاده بود بین خیابان‌های الم و خیابانهای اصلی بود. پس از تیراندازی خیابان الم را رد کرد و به جمعیت پیوست تا به جستجو جوی مرد مسلح برود. در آخرین عکسی که از او دیده شد او در حال رفتن به سمت شرق خیابان الم بود.

## هویت
بابوشکا هرگز دیگر دیده نشد و پلیس و نیروهای فدرال نتوانستند او را پیدا کنند. عکسی که از موقعیت او گرفته شده بود نیز هیچگاه ظاهر نشد و با وجود درخواست اف‌بی‌آی کسی تمایلی به پردازش عکس نشان نداد.

## بورلی الیور
در سال ۱۹۷۰ زنی به نام بورلی الیور خود را به عنوان بابوشکا معرفی و اظهار کرد که از سال ۱۹۶۳ در یک کلوب مشغول خوانندگی بوده‌است. طبق گفته‌اش او بعد از ترور دو مرد که ادعا داشتند از طرف اف‌بی‌آی یا سرویس‌های مخفی آمده بودند با وی ارتباط برقرار کردند. بر اساس گفتهٔ الیور آن‌ها گفته بودند که می‌خواهند فیلم را ظاهر کنند و کمتر از ۱۰ روز به او بازگردانند. اما هیچ وقت فیلم را بازنگرداندند.
منتقدان حرف‌های او را تناقضی بیش نخواندند آن‌ها گفتند مدل دوربینی که بورلی از آن صحبت می‌کرده در سال ۱۹۶۳ وجود نداشته و همچنین ادعای او را مبنی بر این که پشت چارلز برهم پنهان شده قبول نکردند چون امکان نداشت درست در آخرین لحظه آن‌ها خود را به آن نقطه برسانند. همچنین بابوشکا زنی میان سال بود اما الیور آن زمان ۱۷ ساله بود.

## جلسات عمومی هیئت بررسی سوابق ترور
در ۱۸ نوامبر ۱۹۹۴ گَری مک، محقق ترور در هیئت بازبینی پرونده‌های ترور شهادت داد، که اخیراً در حین پردازش فیلم زاپرودر یکی از مدیران دفتر کداک در دالاس به او گفته که زنی حدوداً ۳۰ ساله با موهای خرمایی فیلمی از صحنه ترور نزد او آمده‌است. به گفته مک، مدیر اجرایی از این زن در دفتر پردازش فیلم شنیده که به بازرسان فدرال توضیح داده، که از خیابان اصلی کنار چمن به خیابان الم دویده، در آنجا توقف کرده و با برخی از افراد در پیش زمینه لیموزین ریاست جمهوری و مخزن کتاب مدرسه تگزاس عکس گرفته‌است. مک گفت که به نظر مدیر کداک عکس بسیار تار و به درد نخور است و به احتمال زیاد بدون این که کسی هویت او را ثبت کند به خانه رفته‌است. مک پس از احتمال این که زن داستان ممکن است بانوی بابوشکا باشد، به هیئت مدیره گفتم که معتقد نیست بورلی الیور بابوشکا است و به عبارت دیگر اگر هم باشد بقیه داستان ساختگی است.

## یادداشت
1. ↑  Elm